# Saqqaq
Saqqaq (oude spelling: Sarqaq, Deens: Solsiden) is een dorp in de gemeente Avannaata in het westen van Groenland. Het ligt ongeveer 100 kilometer ten noordwesten van Ilulissat op het schiereiland Nuussuaq bij de Straat van Sullorsuaq. De plaats is in 1755 gesticht met de naam Solsiden en heeft 157 inwoners in 2013.

## Geschiedenis
Ondanks dat de plaats in 1755 is gesticht werd ze ook eerder bewoond door de Saqqaqcultuur. Dat blijkt uit opgravingen. 

## Bevolkingstellingen
De bevolking loopt een aantal jaar terug met 157 inwoners in 2013 de bevolking was op zijn hoogst in de jaren 90 van de vorige eeuw.
- Library of Congress Control Number: n2001095302
- Nationale Bibliotheek van Israël: 987007484597305171
- Virtual International Authority File: 138327081